# Chromium
Chromium è un web browser libero creato da Google. È il progetto da cui è ricavato gran parte del codice sorgente di Google Chrome. Essendo distribuito sotto licenza libera, il software è privo di alcune funzionalità presenti nel corrispettivo browser a sorgente chiuso. Oltre a Google Chrome altri browser di terze parti, tra cui Microsoft Edge e Vivaldi sono stati realizzati a partire dal codice sorgente di Chromium.
Il progetto Chromium prende il nome dal cromo, il metallo di cui è fatta la cromatura. L'intenzione di Google, come espresso nella documentazione per gli sviluppatori, era che Chromium fosse il nome del progetto open-source e che il nome del prodotto finale fosse Chrome, tuttavia altri sviluppatori hanno preso il codice di Chromium e le versioni distribuite sotto il nome di Chromium. Questi sono elencati sotto i pacchetti delle varie distribuzioni.
Uno dei principali obiettivi del progetto è di rendere Chromium un window manager a schede, o shell per il web, in contrapposizione ai tradizionali browser. L'applicazione è progettata per avere un'interfaccia utente minimalista. Gli sviluppatori affermano che "deve essere leggero (cognitivamente e fisicamente) e veloce".

## Caratteristiche

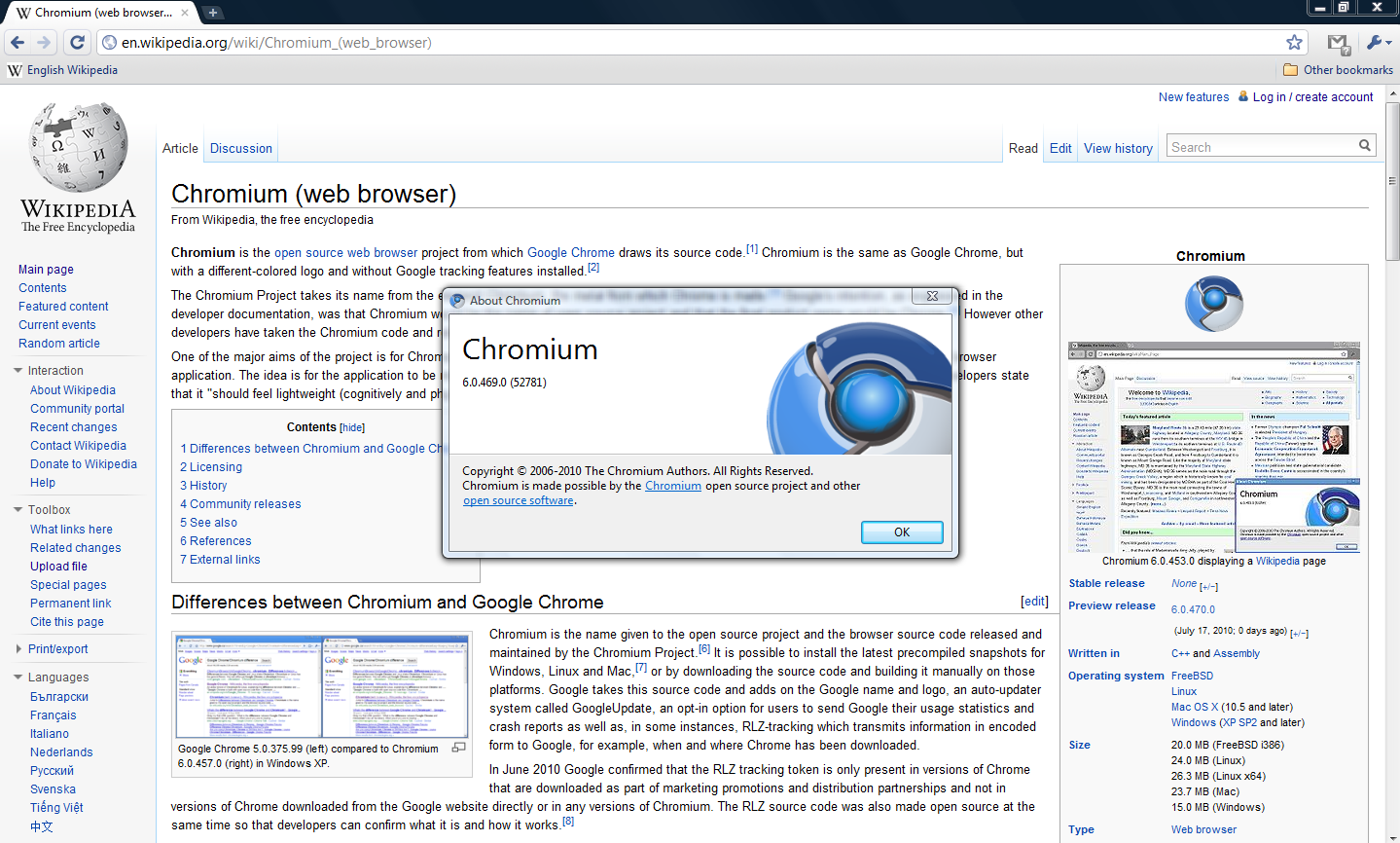
Chromium 6.0.469.0

Sebbene Chromium possieda molte delle caratteristiche presenti in Google Chrome, si distingue in primo luogo da un logo differente. Tra le funzionalità assenti in Chromium figurano il crash reporting e l'user metrics. Dal 4 giugno 2009 sono state rese disponibili le prime versioni per macOS e Linux. Sebbene il progetto si chiami Chromium, le convenzioni degli sviluppatori prevedono che non venga mai usato questo nome nel codice sorgente, ma vada preferito il termine "Chrome". La versione 3.0.192 del programma supera l'Acid3.
Il programma è disponibile sia per le distribuzioni Linux Debian, Fedora, Ubuntu, Arch Linux, Gentoo Linux e Puppy Linux che per FreeBSD. Era il browser predefinito nella versione 12.04 della distribuzione Lubuntu.

## Differenze rispetto a Google Chrome
Il codice sorgente di Google Chrome è mantenuto dal progetto open source Chromium Project. Chromium differisce dal browser targato Google per le seguenti caratteristiche:
- Assenza del player Flash preintegrato, ma supporta i plugin PPAPI;
- Assenza dell'anteprima e differente procedura di stampa;
- Assenza del sistema automatico degli aggiornamenti;
- Assenza dell'opzione per l'invio di statistiche di utilizzo e crash report;
- Assenza del marchio Google nel nome e logo leggermente differente.

Per impostazione predefinita, Chromium supporta solo i codec Vorbis, Theora e WebM per l'audio ed il video HTML5. Chrome supporta anche AAC e MP3.

## Logo

Logo utilizzato fino alla versione 11

Il logo è basato su quello di Google Chrome ma, a differenza di quest'ultimo, i colori sono scelti tra diverse tonalità di blu. Dalla versione 12, in linea con quanto avvenuto a Chrome, anche il logo di Chromium ha perso il suo aspetto tridimensionale.

## Browser basati su Chromium
Oltre che da Google Chrome, il codice di Chromium è utilizzato da numerosi altri browser, con licenza libera o proprietaria, in progetti attualmente attivi o abbandonati.
Fra i tanti, sono infatti browser basati su Chromium: Opera (nelle versioni più recenti), Vivaldi, Brave Browser, Microsoft Edge (a partire dal 2020). Sono inoltre basati su Chromium svariati browser preinstallati in dispositivi mobili e sviluppati dalle relative case produttrici, ad esempio Samsung Internet Browser e Amazon Silk (presente nei Kindle Fire).